# Iris narzykulovi
Iris narzykulovi är en bönsyrseart som beskrevs av Aare Lindt 1961. Iris narzykulovi ingår i släktet Iris och familjen Tarachodidae. Inga underarter finns listade i Catalogue of Life.